# Powrót syna marnotrawnego (obraz Bartolomé Estebana Murilla)
Powrót syna marnotrawnego (hiszp. El retorno del hijo pródigo) – powstały w 2. poł. XVII w. obraz autorstwa hiszpańskiego barokowego malarza Bartolomé Estebana Murilla.
Od 1948 znajduje się w zbiorach Narodowej Galerii Sztuki w Waszyngtonie (ang. National Gallery of Art), dar The Avalon Foundation.

## Historia
Dzieło jest jednym z ośmiu obrazów, które Murillo namalował na zamówienie zajmującego się dobroczynnością Bractwa Miłosierdzia z Sewilli (hiszp. La Hermandad de la Caridad de Sevilla). Historycy sztuki uważają je za najlepsze dzieła mistrza, w których najlepiej ujawnił się kunszt jego pędzla. Z całej serii tylko cztery zachowały się w Hiszpanii: Cud chlebów i ryb, Mojżesz na skale Horebu, Święta Elżbieta Węgierska oraz Święty Jan Boży. Pozostałe, wywiezione przez wojska napoleońskie w 1810, ostatecznie trafiły do kilku dużych muzeów na świecie: Londynu (Uzdrowienie paralityka, National Gallery), Ottawy (Abraham przyjmuje trzech aniołów, National Gallery) i Petersburga (Uwolnienie św. Piotra Apostoła, Ermitaż).

## Opis
Artysta przedstawił znaną z Nowego Testamentu przypowieść o synu marnotrawnym. Po temat ten sięgali przed nim m.in.: Rubens, Van Rijn czy Bosch. Centralne postacie przedstawione na obrazie to syn i jego ojciec. Przykuwa uwagę nowy strój i pierścień niesione przez służbę. Jednym z przykazań wspólnoty „De la Caridad de Sevilla”, do której należał sam Murillo, było odziewanie nagich.